# Movimento Zero
Movimento Zero (M0) é um movimento social inorgânico português, alegadamente constituído por polícias.
O Movimento Zero terá surgido em maio de 2019, como reação à condenação de agentes da Polícia de Segurança Pública (PSP) da esquadra de Alfragide por sequestro e agressões a jovens negros da Cova da Moura. Nascido em esquadras da periferia de Lisboa, encontrava-se também bem implantado no Porto e Braga. Fez a sua primeira aparição a 12 de julho de 2019, em Lisboa, na cerimónia de aniversário da PSP, vestindo T-shirts brancas, tendo voltado as costas quando o director nacional da PSP começou a discursar.
Em dezembro de 2020, o recém-empossado presidente da Associação Sindical de Profissionais de Polícia, da PSP, Paulo Santos, afirmou identificar-se com as causas promovidas pelo Movimento Zero.

## Redes sociais
A 23 de outubro de 2019, o Movimento Zero criou um sítio eletrónico alojado na Amen, em nome de "titular confidencial".
No início de novembro, a página de Facebook do Movimento, alegadamente dinamizado por elementos da PSP e da Guarda Nacional Republicana (GNR) sob anonimato, ultrapassou os cinquenta mil seguidores, aumentando esse número em cerca de 166% apenas nos dois meses anteriores, sendo então a oitava página de propaganda política mais ativa no conjunto seguido pelo centro de investigação do MediaLab do ISCTE, que trabalha com o Diário de Notícias na monitorização de propaganda e desinformação nas redes sociais. A rede de influência no Facebook era calculada, então, em mais de quinhentos mil utilizadores da plataforma.
Em julho de 2020, a página de Facebook do Movimento fez uma publicação, visando uma crónica assinada por Carmo Afonso, cronista do Expresso, a qual foi ativamente promovida pela GNR. A promoção terá sido feita de forma não oficial, tendo a GNR assegurado que procederia a uma investigação sobre o caso.
Em dezembro de 2020, a página de Facebook contava com mais de 76 mil seguidores.
Em novembro de 2019, segundo um militar de Viseu que participava na manifestação de 21 daquele mês, o Movimento está "muito bem organizado", funcionando num grupo da rede Telegram, onde quem entra tem de ser polícia e é previamente escrutinado.
Em junho de 2020, o Movimento começara a identificar pessoas que nas redes sociais criticam as polícias, exibindo as suas fotos e nomes, no que foi descrito como óbvia tentativa de intimidação.
Segundo a jornalista Fernanda Câncio, em artigo publicado em junho de 2020, as publicações que o Movimento tem vindo a colocar nas redes sociais incluem várias notícias falsas, inclusive falsificações grosseiras e tentativas de burla, com teor que indicia tratar-se não de um grupo de polícias anónimos, mas de "rufiões aldrabões a bordejar o crime", "com sucessivas ameaças ao Estado de Direito e à ordem democrática.

## Manifestações

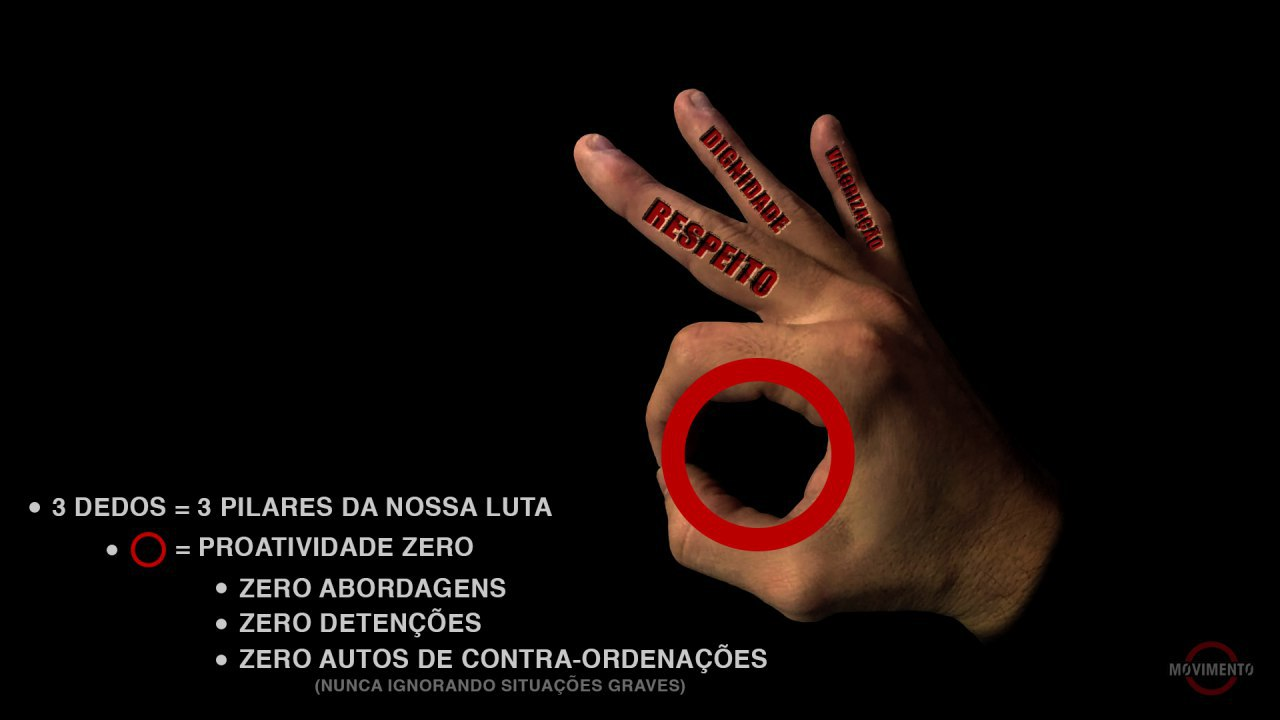
Gesto símbolo do Movimento Zero, semelhante ao OK

Uma manifestação de polícias, marcada para 21 de novembro de 2019, foi desde logo classificada pelas autoridades como de alto risco, devido à adesão do Movimento Zero. O protesto, organizado pelos dois maiores sindicatos da PSP e da GNR, a Associação Sindical de Profissionais de Polícia (ASPP) e a Associação Profissional da Guarda (APG), foi desde o início dominado por manifestantes com t-shirts do Movimento Zero, gritando a palavra de ordem "Zero! Zero!" numa caminhada entre o Marquês de Pombal e a Assembleia da República. André Ventura, líder e deputado do partido Chega, foi o único político a subir ao carro de som da organização da manifestação, vestindo uma t-shirt do Movimento Zero, discursando em seguida, deixando clara a cumplicidade e proximidade entre o movimento de polícias anónimos e o partido populista de extrema-direita. No discurso Ventura gritou palavras de apoio e incentivo, sendo recebido com uma chuva de aplausos e de gritos sonoros "Ventura! Ventura!".
Na mesma manifestação ficou igualmente consolidado o gesto adotado como símbolo do Movimento Zero, conhecido como OK, constituído pelo polegar e o indicador juntos a formar um zero, com os outros três dedos levantados, também utilizado por supremacistas brancos e organizações de extrema-direita. Nos Estados Unidos o gesto foi incorporado pela Liga Antidifamação, organização que denuncia e combate o racismo e o antissemitismo, na sua lista de símbolos de ódio, ao lado de outros utilizados por grupos racistas e xenófobos, como a suástica. O gesto foi igualmente usado pelo atirador neozelandês de extrema-direita, Brenton Tarrant, que matou 49 pessoas numa mesquita, quando entrou no tribunal. Confrontados com esse significado pelo Diário de Notícias, alguns dos manifestantes que faziam o gesto afirmaram desconhecer esse significado, usando-o apenas para significar o zero.
O Movimento Zero ignorou o comunicado dos organizadores da manifestação, entre os quais a ASPP e a APG, apelando aos partidos políticos e deputados que restringissem o apoio exclusivamente aos debates e à pressão política dentro da Assembleia da República e das autoridades responsáveis, e em atitude de claro desafio, dirigiu um convite direto aos partidos com representação parlamentar para participarem na manifestação, juntando-se a ela, junto às escadarias do Palácio de São Bento, possivelmente já a preparar a receção a André Ventura. Apesar do apelo, ainda no início da manifestação, quando já era notória a maioria de t-shirts do Movimento Zero, César Nogueira, presidente da APG, afirmou que não o incomodava que a manifestação fosse capturada pelo Movimento Zero, já que muitos dos seus membros são associados da APG, partilhando as mesmas preocupações e reivindicações.
A associação dos agentes de segurança ao Movimento Zero foi então explicada como uma posição de indignação e revolta para com o Estado português, devido às condições de trabalho, justificando o anonimato como forma de evitar perseguições por parte da estrutura hierárquica.
Em janeiro de 2020, os sindicatos policiais haviam se demarcado do Movimento Zero, não aderindo às manifestações convocadas para 21 desse mês. Isolado, o Movimento Zero não logrou concentrar mais que meia centena a cem manifestantes junto ao Aeroporto de Lisboa, num protesto silencioso, no qual participou António Ramos, antigo presidente do Sindicato dos Profissionais de Polícia e um dos fundadores do sindicalismo em Portugal. Foram marcados protestos para os aeroportos do Porto, Faro e Madeira. Todos os manifestantes se recusaram a falar com os jornalistas, exceto António Ramos, que apontou como motivo das manifestações os baixos ordenados da PSP, "próximos do salário mínimo nacional", o corte nas reformas e a "falta de agentes nas esquadras". Devido à manifestação, o dispositivo policial no Aeroporto de Lisboa foi reforçado.
No aeroporto de Faro, o protesto do Movimento Zero reunia às 11:00 aproximadamente vinte pessoas, concentradas junto às partidas da aerogare, sem ostentarem cartazes ou as camisolas brancas que identificam o movimento, havendo também aí reforço policial devido à concentração, estando também presentes elementos da Unidade Especial de Polícia da PSP. No aeroporto Sá Carneiro, no Porto, pelas 10:45 não havia qualquer protesto organizado, mas apenas um grupo de pessoas que se declarou solidária com o Movimento Zero, sem se identificar. No aeroporto da Madeira não chegou a haver qualquer vigília.

Três dias depois, o Movimento Zero cancelou as manifestações, reconhecendo a fraca adesão, encerrando temporariamente o site para um "período de reflexão".